# Francesca Baruzzi
Francesca Baruzzi Farriol (San Carlos de Bariloche, 22 luglio 1998) è una sciatrice alpina argentina.

## Biografia
Attiva dall'agosto del 2014, in South American Cup la Baruzzi ha esordito il 12 agosto dello stesso anno a Cerro Catedral in slalom speciale (4ª) e ha conquistato il primo podio l'11 agosto 2015 nelle medesime località e specialità (3ª). Ha fatto parte della delegazione argentina, di cui è stata portabandiera alla cerimonia d'apertura, ai Giochi olimpici giovanili di Lillehammer 2016, classificandosi 28ª nel supergigante, 10ª nello slalom speciale e 10ª nella combinata; nello slalom gigante è caduta nella seconda manche. Ha debuttato ai Campionati mondiali a Sankt Moritz 2017, dove si è classificata 9ª nella gara a squadre e non si è qualificata per la finale nello slalom gigante e nello slalom speciale, e ha conquistato la prima vittoria in South American Cup il 25 agosto 2018 a Las Leñas in slalom speciale.
Ha esordito in Coppa del Mondo l'8 gennaio 2019 a Flachau in slalom speciale, senza completare la prova, e ai successivi Mondiali di Åre 2019 si è piazzata 41ª nello slalom gigante e 9ª nella gara a squadre; due anni dopo nella rassegna iridata di Cortina d'Ampezzo 2021 è stata 36ª nel supergigante, 30ª nello slalom gigante, non ha completato lo slalom speciale e la combinata e non si è qualificata per la finale nello slalom parallelo. Ha rappresentato l'Argentina ai Giochi olimpici invernali di Pechino 2022, suo esordio olimpico, sfilando come alfiere alla cerimonia d'apertura con Franco Dal Farra, classificandosi 29ª nel supergigante, 29ª nello slalom gigante e non completando lo slalom speciale. Ai Mondiali di Saalbach-Hinterglemm 2025 si è piazzata 34ª nello slalom gigante, 9ª nella gara a squadre e non ha completato lo slalom speciale.

## Palmarès

### Coppa del Mondo
- Miglior piazzamento in classifica generale: 119ª nel 2025

### Nor-Am Cup
- Miglior piazzamento in classifica generale: 29ª nel 2022
- 1 podio:
  - 1 terzo posto

### South American Cup
- Miglior piazzamento in classifica generale: 2ª nel 2019, nel 2023 e nel 2025
- Vincitrice della classifica di slalom gigante nel 2025
- 20 podi:
  - 7 vittorie
  - 10 secondi posti
  - 3 terzi posti

#### South American Cup - vittorie
| Data              | Località       | Paese     | Specialità |
| ----------------- | -------------- | --------- | ---------- |
| 25 agosto 2018    | Las Leñas      | Argentina | SL         |
| 26 agosto 2018    | Las Leñas      | Argentina | GS         |
| 10 agosto 2022    | Cerro Catedral | Argentina | SL         |
| 8 agosto 2024     | Cerro Catedral | Argentina | GS         |
| 11 agosto 2024    | Cerro Catedral | Argentina | SL         |
| 11 settembre 2024 | Cerro Castor   | Argentina | GS         |
| 13 settembre 2024 | Cerro Castor   | Argentina | SL         |

Legenda:

GS = slalom gigante

SL = slalom speciale

### Campionati argentini
- 8 medaglie:
  - 5 ori (slalom speciale nel 2018; slalom gigante, slalom speciale nel 2019; slalom gigante, slalom speciale nel 2023)
  - 1 argento (slalom speciale nel 2015)
  - 2 bronzi (slalom gigante nel 2015; slalom speciale nel 2017)